# Formation professionnelle en Suisse
Pour les articles homonymes, voir Formation.
En Suisse, la formation professionnelle initiale, plus connue sous le terme d'apprentissage, est une formation post-obligatoire du degré secondaire II, qui permet l'obtention d'un certificat fédéral de capacité (CFC) ou d'une attestation de formation professionnelle. En Suisse, deux tiers des jeunes en fin de scolarité optent pour un apprentissage et donc pour la voie duale. « Dual » signifie ici que la formation s'effectue en entreprise et en école professionnelle. Une fois leur formation terminée, les possibilités de formation continue sont nombreuses. Par ailleurs, les diplômés du CFC peuvent, si leur candidature est acceptée, poursuivre leur formation dans une école supérieure ou en filière maturité professionnelle, ce qui peut leur permettre ensuite d'accéder à une haute école spécialisée ou à une passerelle vers l'université. 

## Organisation
La formation professionnelle se déroule soit en école professionnelle (à temps plein) soit en mode dual (en alternance entre école professionnelle et entreprise). La formation dure 3 ou 4 ans, selon le métier choisi, et peut être complétée par une maturité professionnelle qui peut être obtenue à l'issue même de l'apprentissage (maturité intra-CFC) ou en complétant son apprentissage par une année de cours supplémentaires (maturité post-CFC). La force d'attraction de ce modèle au niveau international réside dans sa capacité à favoriser l'insertion professionnelle des jeunes sur le marché du travail, faisant ainsi figure de remède au chômage.
Depuis l'entrée en vigueur de la nouvelle loi fédérale sur la formation professionnelle le 1er janvier 2004, il existe une formation professionnelle de deux ans appelée formation professionnelle initiale de deux ans qui permet l'obtention d'une attestation de formation professionnelle (AFP). Cette formation, ciblée pour des jeunes en difficulté d'apprentissage scolaire et pour certaines personnes issues de l'immigration, couvre en deux ans le contenu scolaire de la première année d'apprentissage de la formation durant trois ou quatre ans. La formation en deux ans permet, moyennant certaines conditions, de rejoindre la deuxième année du cursus standard. Si les conditions ne sont pas remplies, le jeune qui obtient son AFP a néanmoins la possibilité de la faire valoir dans le cadre d'une prise d'emploi.

## Quelques centres de formation agréés
- Centre de formation professionnelle arts de Genève
- Centre d'enseignement professionnel de Vevey
- Centre de formation professionnelle technique de Genève
- Eikon (anciennement école de multimédia et d'art de Fribourg)
- École des métiers du Valais
- École de commerce Nicolas-Bouvier
- École de commerce Raymond-Uldry à Genève[4]
- École technique - École des métiers de Lausanne

### Centre de formation disparu
- École cantonale d’administration et des transports, Bienne